# Elektronisches Musikinstrument
Ein elektronisches Musikinstrument erzeugt mit einem oder mehreren Frequenzgeneratoren kontrollierbar definierte niederfrequente Wechselströme, die verstärkt über Lautsprecher hörbar gemacht werden können. Im Unterschied zu elektromechanischen Musikinstrumenten mit Tonabnehmern (z. B. E-Gitarre) gibt es bei elektronischen Musikinstrumenten (z. B. Keyboard) keine mechanisch beweglichen bzw. schwingenden Elemente zur Tonerzeugung.

## Geschichte

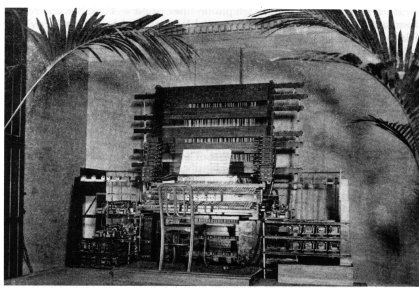
Telharmonium, Thaddeus Cahill 1897

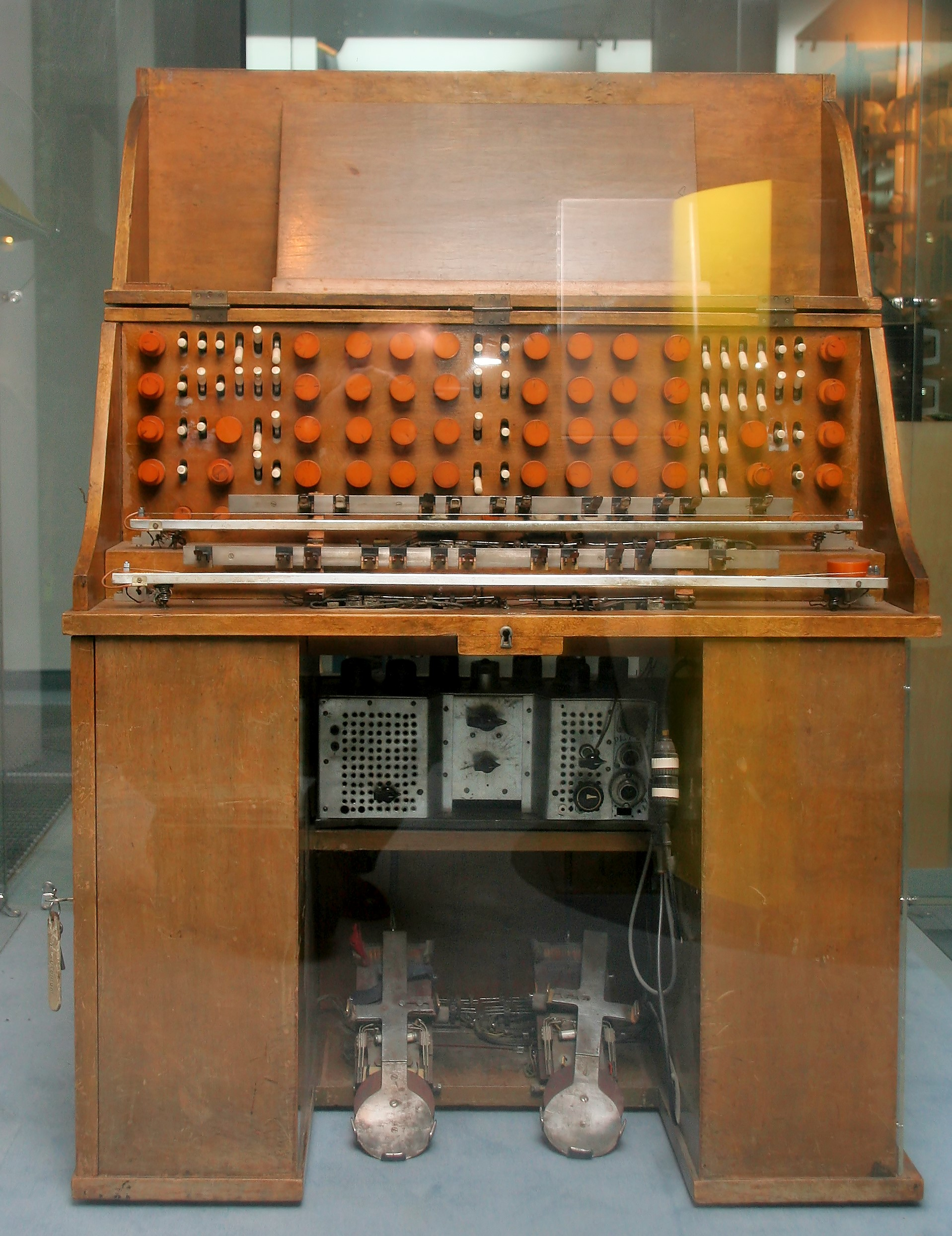
Trautonium, 1928

Bereits im 18. Jahrhundert wurde mit dem Einsatz der Elektrizität im Bereich der Musik experimentiert. Als erstes Instrument dieser Art gilt das Denis d’Or des mährischen Predigers Vaclav Prokop Diviš aus dem Jahr 1730. Die Funktionsweise des bald darauf verschollenen Prototyps blieb ungeklärt; eine Vermutung ist, dass die Saiten des Clavichord-ähnlichen mechanischen Instruments statisch aufgeladen wurden, wohl um den Spieler zu erschrecken. Das erste gut dokumentierte und erhalten gebliebene elektrische Instrument ist das Clavecin électrique von Jean-Baptiste Delaborde aus dem Jahr 1759: es nutzte Reibungsenergie zur Signalübertragung. Beide Apparaturen wurden zu ihrer Zeit als elektrische Instrumente gepriesen, waren nach heutiger Definition aber weder den elektronischen noch elektromechanischen Instrumenten zuzuordnen.
Als eines der ersten elektronischen Musikinstrumente wird der Musikalische Telegraph von Elisha Gray aus dem Jahr 1874 angesehen, welcher bereits einen einfachen elektrischen Oszillator zur Klangerzeugung einsetzte. Die in den Jahrzehnten darauf folgenden Instrumente bedienen sich vorerst analoger Syntheseformen, oft in Kombination mit elektronischen Filtern zur Klangfarbengestaltung. Zu nennen sind hier in historischer Reihenfolge das 1897 von Thaddeus Cahill entwickelte Telharmonium, das 1919 von Lev Sergejewitsch Termen vorgestellte Theremin (Russland), 1928 Les Ondes Martenot von Maurice Martenot (Frankreich), sowie 1930 das Trautonium von Friedrich Trautwein (Deutschland). Spätere Entwicklungen schließen die elektronische Orgel, den Synthesizer wie beispielsweise das Moog’sche Modularsystem, das auf bespielten Tonbändern basierende elektromechanische Tasteninstrument Mellotron oder das heutige Digital-Piano ein.
Die eigenständige Gruppe der Elektrophone definierte als erster Francis W. Galpin in A Textbook of European Musical Instruments, 1937. In der Hornbostel-Sachs-Systematik von 1914 ist diese Gruppe noch nicht enthalten. Curt Sachs verwendete den Begriff „Elektrophone“ erstmals 1940 in A History of Musical Instruments.
In den 1980er Jahren erschienen die ersten digitalen Synthesizer, als erstes bezahlbares und weit verbreitetes Instrument ist hier der Yamaha DX7 zu nennen, der mittels FM-Synthese völlig neue Klänge und ausgestattet mit der erst kurz zuvor vorgestellten MIDI-Schnittstelle völlig neue Möglichkeiten des Musizierens ermöglichte. Durch diese Schnittstelle wurde es möglich, Notenereignisse mit dem Rechner aufzuzeichnen und wiederzugeben. Damit wurde die Produktion beliebig komplexer Musikstücke rein aus dem Rechner heraus möglich. Durch sogenannte Patches können Klangeinstellungen gespeichert und wieder aufgerufen werden. Mit Samplern wurde es auch möglich, aufgenommene Naturklänge digital zu speichern, und über ein Masterkeyboard in beliebigen Tonhöhen abzurufen. Gesampelte Musikinstrumentenklänge sind heutzutage in den meisten Keyboards für Anfänger in großer Auswahl abrufbar, laufen als Instrumentenimitation aber der Idee elektronischer Musikinstrumente mit eigenständigem Klang zuwider.
Gegen Ende des 20. Jahrhunderts werden die Personal Computer immer leistungsfähiger und zunehmend wird zur Klangverarbeitung und -synthese passende Software eingesetzt. Im Rechner lassen sich komplette Studios in Software abbilden und ermöglichen es somit auch Musikern mit kleinerem Budget, unter Zuhilfenahme von Soundkarten hochqualitative Klänge einfach am heimischen Rechner zu erstellen (siehe Computermusik).

## Instrumententypen
- Drumcomputer
- Elektronische Orgeln
- Elektronisches Pianos/Stagepianos
- Groovebox
- Keyboard
- Modularer Synthesizer
- Sampler
- Soundmodule
- Synthesizer